# Streptocephalus zeltneri
Streptocephalus zeltneri är en kräftdjursart som beskrevs av Daday 1910. Streptocephalus zeltneri ingår i släktet Streptocephalus och familjen Streptocephalidae. Inga underarter finns listade i Catalogue of Life.